# Midnattsol
 Ikke at forveksle med Midnatssol.
Midnattsol er et symfonisk metal og folk metal band fra Tyskland og Norge. Bandet blev grundlagt i 2002 af sangeren Carmen Elise Espenæs og guitaristen Christian Hector.

## Medlemmer

### Nuværende medlemmer
- Carmen Elise Espenæs – vokal (2002–nu)
- Daniel Fischer – keyboards (2002–nu)
- Alex Kautz – guitar (2009–nu)
- Stephan Adolph – guitar, bas (2017–nu)
- Liv Kristine – vokal (2017–nu)

### Tidliger meedlemmer
- Christian Fütterer – guitar (2002)
- Christian Hector – guitar (2002–2008)
- Fabian "Fabz" Pospiech – guitar (2008–2009)
- Daniel Droste – guitar (2003–2010)
- Birgit Öllbrunner – bas (2002–2017)
- Chris Merzinsky – trommer (2002–2017)
- Matthias Schuler – guitar (2011–2017)

Tidslinje

## Diskografi
Demoalbums
- Midnattsol (2003)

Studiealbums
- Where Twilight Dwells (2005)
- Nordlys (2008)
- The Metamorphosis Melody (2011)
- The Aftermath (2018)